# Х̌
Cette page contient des caractères spéciaux ou non latins. S’ils s’affichent mal (▯, ?, etc.), consultez la page d’aide Unicode.
Х̌ (minuscule : х̌), appelé kha caron, est une lettre additionnelle de l’alphabet cyrillique utilisée en shughni et en wakhi. Elle est composée du kha ‹ Х › diacrité d’un caron.

## Représentation informatique
Le kha caron peut être représenté avec les caractères Unicode suivants :
- décomposé (cyrillique, diacritiques) :

| formes    | représentations | chaînes de caractères | points de code | descriptions                                      |
| --------- | --------------- | --------------------- | -------------- | ------------------------------------------------- |
| capitale  | Х̌               | Х◌̌                    | U+0425 U+030C  | lettre majuscule cyrillique kha diacritique caron |
| minuscule | х̌               | х◌̌                    | U+0445 U+030C  | lettre minuscule cyrillique kha diacritique caron |